# Ancylopus neglectus
Ancylopus neglectus là một loài bọ cánh cứng trong họ Endomychidae. Loài này được Dajoz miêu tả khoa học năm 1972.